# Walter Hill (officier britannique)
Pour les articles homonymes, voir Walter Hill et Hill.
Walter Pitts Hendy Hill, né le 10 juin 1877 et mort en 1942, était un officier de l'armée britannique qui est devenu colonel des Royal Fusiliers, qu'il rejoint en 1899. Il sert également durant la seconde guerre des Boers, puis pendant la Première Guerre mondiale en tant que commandant d'une compagnie de cadets au Collège militaire royal de Sandhurst à partir de 1914, au poste d'adjoint du quartier-maître général en France à partir de 1915, au poste d'adjudant adjoint et quartier-maître général en France à partir de 1916, en tant que quartier-maître général adjoint, également en France, à partir de 1917 et enfin en tant que quartier-maître général adjoint à partir de 1917 (en France),.